# سینریک وسکس
سینریک (به انگلیسی: Cynric) شاه ساکسون غربی (وسکس) از ۵۳۴ تا هنگام مرگش در ۵۶۰ بود. همچنین برخی مدارک حکایت از آن دارد که او از ۵۱۹ تا ۵۳۴ نیز به‌طور مشترک همراه با پدرش سردیک، بنیان‌گذار پادشاهی وسکس حکومت کرده بود. در ۵۲۰ نبرد ماونت بادن روی داد و با توجه به رویدادهای این دوران چنین برمی‌آید که تلاش بیشتر در جهت یکپارچه‌سازی و وحدت بوده‌است تا گسترش بیشتر، هرچند سینریک دست‌کم یک بار اقدام به تار و مار بریتون‌ها در مکانی به نام سیرابرگ در ۵۵۲ نمود. او در ۵۶۰ درگذشت و پسرش سیولین جانشین او شد.